# کن کاریل (کلرادو)
کن کاریل (به انگلیسی: Ken Caryl) یک منطقهٔ مسکونی در ایالات متحده آمریکا است که در شهرستان جفرسون، کلرادو واقع شده‌است. کن کاریل ۳۲٬۴۳۸ نفر جمعیت دارد و ۱٬۷۵۶ متر بالاتر از سطح دریا واقع شده‌است.